# Maegyo-dong
Maegyo-dong (koreanska: 매교동) är en stadsdel i staden Suwon i provinsen Gyeonggi i den nordvästra delen av Sydkorea, 30 km söder om huvudstaden Seoul. Den ligger i stadsdistriktet Paldal-gu.